# LHS 1070
LHS 1070 is een drievoudige ster met een spectraalklasse van M5.5/6Ve en M8.5Ve. De ster bevindt zich 25,22 lichtjaar van de zon.